# Bahnstrecke Veynes–Briançon
| Streckenende in Briançon |                      |                                                                                 |                                                                                 |
| |                      |                                                                                 |                                                                                 |
| Streckennummer (SNCF): | 915 000              |                                                                                 |                                                                                 |
| Streckenlänge: | 107,6 km             |                                                                                 |                                                                                 |
| Spurweite: | 1435 mm (Normalspur) |                                                                                 |                                                                                 |
| Maximale Neigung: | 25 ‰                 |                                                                                 |                                                                                 |
| |                      |                                                                                 |                                                                                 |
| \| \| \| Bahnstrecke Lyon–Marseille von Lyon-Perrache \| \| \| \| \| \| \| \| \| 236,0 244,1 \| Bahnstrecke Lyon–Marseille von Marseille-Saint-Charles (Abzw. Poteau-Saint-Luc) \| Bahnstrecke Lyon–Marseille von Marseille-Saint-Charles (Abzw. Poteau-Saint-Luc) \| \| \| \| \| \| \| \| \| Dépôt de Veynes \| \| \| \| 240,0 \| Veynes-Dévoluy \| 814 m \| \| \| ~240,3 \| D 994 (ehem. N 94) \| D 994 (ehem. N 94) \| \| \| 246,7 \| Montmaur \| 874 m \| \| \| 252,1 \| Petit Buëch (28 m) \| Petit Buëch (28 m) \| \| \| 252,3 \| La Roche-des-Arnauds \| 933 m \| \| \| 256,3 \| La Freissinouse \| 975 m \| \| \| 261,1 \| Viaduc de la Selle (204 m) \| Viaduc de la Selle (204 m) \| \| \| 261,3 \| Galerie de la Selle (42 m) \| Galerie de la Selle (42 m) \| \| \| ~264,7 \| D 994 (ehem. N 94) \| D 994 (ehem. N 94) \| \| \| 266,2 \| N 85 \| N 85 \| \| \| 266,3 \| Gap \| 743 m \| \| \| \| Chemin de fer de La Mure (SGLMG Meterspur) nach Corps \| \| \| \| ~275,2 \| N 94 \| N 94 \| \| \| 275,6 \| La Bâtie-Neuve-Le Laus \| 855 m \| \| \| ~277,0 \| Av. François Mitterrand (ehem. N 94) \| Av. François Mitterrand (ehem. N 94) \| \| \| ~280,3 \| N 94 \| N 94 \| \| \| 282,5 \| Chorges \| 857 m \| \| \| 284,6 \| Alte Strecke bis 1960 \| Alte Strecke bis 1960 \| \| \| \| Viaduc de Pralong ou des Moulettes \| \| \| \| 285,7 \| Tunnel de la Treille \| (561 m) \| \| \| \| \| \| \| \| \| Bahnstrecke Chorges–Barcelonnette nach Barcelonnette \| \| \| \| \| \| \| \| \| \| Tunnel du Grand-Pré und N 94 \| \| \| \| 287,1 \| Tunnel de Charrières (317 m) \| Tunnel de Charrières (317 m) \| \| \| \| Tunnel \| \| \| \| 288,2 \| Prunières (Neuer Halt) \| 818 m \| \| \| 289,7 \| Prunières \| 736 m \| \| \| \| Viaduc de Thubaneau \| \| \| \| 291,7 \| Riou-Bourdou (223 m) \| Riou-Bourdou (223 m) \| \| \| 293,7 \| Savines (Neuer Bhf.) \| 792 m \| \| \| 295,1 \| Savines \| 765 m \| \| \| 294,1 \| Réallon (144 m) \| Réallon (144 m) \| \| \| 294,7 \| Tunnel de Serre-Turin (179 m) \| Tunnel de Serre-Turin (179 m) \| \| \| \| Tunnel de Bassonne (857 m) \| \| \| \| 297,3 \| Tunnel de l’Estrée (297 m) \| Tunnel de l’Estrée (297 m) \| \| \| 297,7 \| Viaduc de l’Estrée (98 m) \| Viaduc de l’Estrée (98 m) \| \| \| \| Tunnel des Champannes (teilw. stillg., 959 m) \| \| \| \| 297,8 \| Tunnel du Villaret (948 m) \| Tunnel du Villaret (948 m) \| \| \| 299,1 300,4 \| \| \| \| \| 301,3 \| Viaduc du ravin du Merdanel (50 m) \| Viaduc du ravin du Merdanel (50 m) \| \| \| 304,5 \| Embrun \| 871 m \| \| \| 305,0 \| Viaduc de Pontfrache (156 m) \| Viaduc de Pontfrache (156 m) \| \| \| 305,3 \| Tunnel de Saint-Surnin (80 m) \| Tunnel de Saint-Surnin (80 m) \| \| \| ~307,0 \| N 94 \| N 94 \| \| \| 307,8 \| Bramaffan (182 m) \| Bramaffan (182 m) \| \| \| 310,3 \| Châteauroux (Hautes-Alpes) \| 928 m \| \| \| 311,6 \| Viaduc du Rabioux (38 m) \| Viaduc du Rabioux (38 m) \| \| \| ~317,1 \| N 94 \| N 94 \| \| \| 314,1 \| Tunnel de Gorsas (37 m) \| Tunnel de Gorsas (37 m) \| \| \| 314,3 \| Tunnel de Serre-de-Buis (57 m) \| Tunnel de Serre-de-Buis (57 m) \| \| \| 316,3 \| Saint-Clément \| 872 m \| \| \| 320,0 \| Durance (50 m) \| Durance (50 m) \| \| \| 321,2 \| Montdauphin-Guillestre \| 888 m \| \| \| 325,0 \| Saint-Crépin \| 904 m \| \| \| 328,9 \| La Roche-de-Rame \| 929 m \| \| \| 333,2 \| Durance (55 m) \| Durance (55 m) \| \| \| 335,4 \| L’Argentière-les Écrins \| 976 m \| \| \| 336,6 \| Tunnel de Coul (152 m) \| Tunnel de Coul (152 m) \| \| \| 337,6 \| Tunnel des Jacquons (451 m) \| Tunnel des Jacquons (451 m) \| \| \| 338,2 \| Tunnel d’Encombrouze (447 m) \| Tunnel d’Encombrouze (447 m) \| \| \| 338,8 \| Tunnel des Celses (351 m) \| Tunnel des Celses (351 m) \| \| \| 339,2 \| Viaduc du Combal (140 m) \| Viaduc du Combal (140 m) \| \| \| 339,3 \| Tunnel des Abries (242 m) \| Tunnel des Abries (242 m) \| \| \| 340,2 \| Tunnel de Saint-Hippolyte (778 m) \| Tunnel de Saint-Hippolyte (778 m) \| \| \| ~342,9 \| N 94 \| N 94 \| \| \| 343,6 \| Prelles \| 1152 m \| \| \| 345,1 \| Durance (33 m) \| Durance (33 m) \| \| \| 348,5 \| Cerveyrette (48 m) \| Cerveyrette (48 m) \| \| \| 348,9 \| Briançon \| 1203 m \| \| \| \| Dépôt de Briançon \| \| \| \| 349,3 \| Streckenende \| Streckenende \| \| \| \| \| \| \| \| \| km-Zählung ab Bahnhof Lyon-Perrache über Grenoble \| \| |                      |                                                                                 |                                                                                 |
| |                      | Bahnstrecke Lyon–Marseille von Lyon-Perrache                                    |                                                                                 |
| |                      |                                                                                 |                                                                                 |
| Abzweig geradeaus und von rechts | 236,0 244,1          | Bahnstrecke Lyon–Marseille von Marseille-Saint-Charles (Abzw. Poteau-Saint-Luc) | Bahnstrecke Lyon–Marseille von Marseille-Saint-Charles (Abzw. Poteau-Saint-Luc) |
| |                      |                                                                                 |                                                                                 |
| Abzweig geradeaus und ehemals nach links · Betriebsstelle Streckenende und quer |                      | Dépôt de Veynes                                                                 | Dépôt de Veynes                                                                 |
| Bahnhof | 240,0                | Veynes-Dévoluy                                                                  | 814 m                                                                           |
| Strecke mit Straßenbrücke | ~240,3               | D 994 (ehem. N 94)                                                              | D 994 (ehem. N 94)                                                              |
| ehemaliger Bahnhof | 246,7                | Montmaur                                                                        | 874 m                                                                           |
| Brücke über Wasserlauf | 252,1                | Petit Buëch (28 m)                                                              | Petit Buëch (28 m)                                                              |
| ehemaliger Bahnhof | 252,3                | La Roche-des-Arnauds                                                            | 933 m                                                                           |
| ehemaliger Bahnhof | 256,3                | La Freissinouse                                                                 | 975 m                                                                           |
| Brücke über Wasserlauf | 261,1                | Viaduc de la Selle (204 m)                                                      | Viaduc de la Selle (204 m)                                                      |
| Tunnel | 261,3                | Galerie de la Selle (42 m)                                                      | Galerie de la Selle (42 m)                                                      |
| Strecke mit Straßenbrücke | ~264,7               | D 994 (ehem. N 94)                                                              | D 994 (ehem. N 94)                                                              |
| Bahnübergang | 266,2                | N 85                                                                            | N 85                                                                            |
| Bahnhof · U-Bahn-Kopfbahnhof Streckenanfang | 266,3                | Gap                                                                             | 743 m                                                                           |
| Strecke · U-Bahn-Strecke nach links (außer Betrieb) |                      | Chemin de fer de La Mure (SGLMG Meterspur) nach Corps                           | Chemin de fer de La Mure (SGLMG Meterspur) nach Corps                           |
| Brücke | ~275,2               | N 94                                                                            | N 94                                                                            |
| ehemaliger Bahnhof | 275,6                | La Bâtie-Neuve-Le Laus                                                          | 855 m                                                                           |
| ehemaliger Bahnübergang | ~277,0               | Av. François Mitterrand (ehem. N 94)                                            | Av. François Mitterrand (ehem. N 94)                                            |
| Brücke | ~280,3               | N 94                                                                            | N 94                                                                            |
| Bahnhof | 282,5                | Chorges                                                                         | 857 m                                                                           |
| Verschwenkung von links (Strecke außer Betrieb) · Verschwenkung von rechts | 284,6                | Alte Strecke bis 1960                                                           | Alte Strecke bis 1960                                                           |
| Brücke (Strecke außer Betrieb) · Strecke |                      | Viaduc de Pralong ou des Moulettes                                              | Viaduc de Pralong ou des Moulettes                                              |
| Strecke (außer Betrieb) · Tunnel | 285,7                | Tunnel de la Treille                                                            | (561 m)                                                                         |
| |                      |                                                                                 |                                                                                 |
| Abzweig geradeaus und nach rechts (Strecke außer Betrieb) · Strecke |                      | Bahnstrecke Chorges–Barcelonnette nach Barcelonnette                            | Bahnstrecke Chorges–Barcelonnette nach Barcelonnette                            |
| |                      |                                                                                 |                                                                                 |
| Tunnel (Strecke außer Betrieb) · Strecke |                      | Tunnel du Grand-Pré und N 94                                                    | Tunnel du Grand-Pré und N 94                                                    |
| Strecke (außer Betrieb) · Tunnel | 287,1                | Tunnel de Charrières (317 m)                                                    | Tunnel de Charrières (317 m)                                                    |
| Tunnel (Strecke außer Betrieb) · Strecke |                      | Tunnel                                                                          | Tunnel                                                                          |
| Strecke (außer Betrieb) · ehemaliger Haltepunkt / Haltestelle | 288,2                | Prunières (Neuer Halt)                                                          | 818 m                                                                           |
| Bahnhof (Strecke außer Betrieb) · Strecke | 289,7                | Prunières                                                                       | 736 m                                                                           |
| Brücke (Strecke außer Betrieb) · Strecke |                      | Viaduc de Thubaneau                                                             | Viaduc de Thubaneau                                                             |
| Brücke über Wasserlauf (Strecke außer Betrieb) · Brücke über Wasserlauf | 291,7                | Riou-Bourdou (223 m)                                                            | Riou-Bourdou (223 m)                                                            |
| Strecke (außer Betrieb) · ehemaliger Bahnhof | 293,7                | Savines (Neuer Bhf.)                                                            | 792 m                                                                           |
| Bahnhof (Strecke außer Betrieb) · Strecke | 295,1                | Savines                                                                         | 765 m                                                                           |
| Brücke über Wasserlauf (Strecke außer Betrieb) · Brücke über Wasserlauf | 294,1                | Réallon (144 m)                                                                 | Réallon (144 m)                                                                 |
| Strecke (außer Betrieb) · Tunnel | 294,7                | Tunnel de Serre-Turin (179 m)                                                   | Tunnel de Serre-Turin (179 m)                                                   |
| Tunnelanfang (Strecke außer Betrieb) · Strecke |                      | Tunnel de Bassonne (857 m)                                                      | Tunnel de Bassonne (857 m)                                                      |
| Tunnelende (Strecke außer Betrieb) · Tunnel | 297,3                | Tunnel de l’Estrée (297 m)                                                      | Tunnel de l’Estrée (297 m)                                                      |
| Brücke über Wasserlauf (Strecke außer Betrieb) · Brücke über Wasserlauf | 297,7                | Viaduc de l’Estrée (98 m)                                                       | Viaduc de l’Estrée (98 m)                                                       |
| Tunnelanfang (Strecke außer Betrieb) · Strecke |                      | Tunnel des Champannes (teilw. stillg., 959 m)                                   | Tunnel des Champannes (teilw. stillg., 959 m)                                   |
| Tunnelende (Strecke außer Betrieb) · Tunnel | 297,8                | Tunnel du Villaret (948 m)                                                      | Tunnel du Villaret (948 m)                                                      |
| Verschwenkung nach links (Strecke außer Betrieb) · Verschwenkung nach rechts | 299,1 300,4          |                                                                                 |                                                                                 |
| Brücke über Wasserlauf | 301,3                | Viaduc du ravin du Merdanel (50 m)                                              | Viaduc du ravin du Merdanel (50 m)                                              |
| Bahnhof | 304,5                | Embrun                                                                          | 871 m                                                                           |
| Brücke über Wasserlauf | 305,0                | Viaduc de Pontfrache (156 m)                                                    | Viaduc de Pontfrache (156 m)                                                    |
| Tunnel | 305,3                | Tunnel de Saint-Surnin (80 m)                                                   | Tunnel de Saint-Surnin (80 m)                                                   |
| Brücke | ~307,0               | N 94                                                                            | N 94                                                                            |
| Brücke über Wasserlauf | 307,8                | Bramaffan (182 m)                                                               | Bramaffan (182 m)                                                               |
| ehemaliger Bahnhof | 310,3                | Châteauroux (Hautes-Alpes)                                                      | 928 m                                                                           |
| Brücke über Wasserlauf | 311,6                | Viaduc du Rabioux (38 m)                                                        | Viaduc du Rabioux (38 m)                                                        |
| Brücke | ~317,1               | N 94                                                                            | N 94                                                                            |
| Tunnel | 314,1                | Tunnel de Gorsas (37 m)                                                         | Tunnel de Gorsas (37 m)                                                         |
| Tunnel | 314,3                | Tunnel de Serre-de-Buis (57 m)                                                  | Tunnel de Serre-de-Buis (57 m)                                                  |
| ehemaliger Bahnhof | 316,3                | Saint-Clément                                                                   | 872 m                                                                           |
| Brücke über Wasserlauf | 320,0                | Durance (50 m)                                                                  | Durance (50 m)                                                                  |
| Bahnhof | 321,2                | Montdauphin-Guillestre                                                          | 888 m                                                                           |
| ehemaliger Haltepunkt / Haltestelle | 325,0                | Saint-Crépin                                                                    | 904 m                                                                           |
| ehemaliger Bahnhof | 328,9                | La Roche-de-Rame                                                                | 929 m                                                                           |
| Brücke über Wasserlauf | 333,2                | Durance (55 m)                                                                  | Durance (55 m)                                                                  |
| Bahnhof | 335,4                | L’Argentière-les Écrins                                                         | 976 m                                                                           |
| Tunnel | 336,6                | Tunnel de Coul (152 m)                                                          | Tunnel de Coul (152 m)                                                          |
| Tunnel | 337,6                | Tunnel des Jacquons (451 m)                                                     | Tunnel des Jacquons (451 m)                                                     |
| Tunnel | 338,2                | Tunnel d’Encombrouze (447 m)                                                    | Tunnel d’Encombrouze (447 m)                                                    |
| Tunnel | 338,8                | Tunnel des Celses (351 m)                                                       | Tunnel des Celses (351 m)                                                       |
| Brücke über Wasserlauf | 339,2                | Viaduc du Combal (140 m)                                                        | Viaduc du Combal (140 m)                                                        |
| Tunnel | 339,3                | Tunnel des Abries (242 m)                                                       | Tunnel des Abries (242 m)                                                       |
| Tunnel | 340,2                | Tunnel de Saint-Hippolyte (778 m)                                               | Tunnel de Saint-Hippolyte (778 m)                                               |
| Brücke | ~342,9               | N 94                                                                            | N 94                                                                            |
| ehemaliger Bahnhof | 343,6                | Prelles                                                                         | 1152 m                                                                          |
| Brücke über Wasserlauf | 345,1                | Durance (33 m)                                                                  | Durance (33 m)                                                                  |
| Brücke über Wasserlauf | 348,5                | Cerveyrette (48 m)                                                              | Cerveyrette (48 m)                                                              |
| Bahnhof | 348,9                | Briançon                                                                        | 1203 m                                                                          |
| Abzweig geradeaus und von links · Betriebsstelle Streckenende und quer |                      | Dépôt de Briançon                                                               | Dépôt de Briançon                                                               |
| | 349,3                | Streckenende                                                                    | Streckenende                                                                    |
| |                      |                                                                                 |                                                                                 |
| |                      | km-Zählung ab Bahnhof Lyon-Perrache über Grenoble                               |                                                                                 |

Die Bahnstrecke Veynes–Briançon ist eine etwas mehr als 100 km lange, nicht elektrifizierte Eisenbahnstrecke in den Französischen Alpen. Sie beginnt in Veynes-Dévoluy, wo Züge auf der Bahnstrecke Lyon–Marseille Kopfmachen müssen, setzt also den Streckenverlauf in die gleiche, östliche Richtung fort und führt über Gap und Embrun schließlich in nördliche Richtung bis zu ihrem Endpunkt in Briançon, wobei sie fast 400 Höhenmeter gewinnt. Die Strecke liegt vollständig im Département Hautes-Alpes, also in der Region Provence-Alpes-Côte d’Azur. Auch wenn die Trassierung zweigleisig ausgelegt ist und sie zeitweise auch mit zwei parallelen Gleisen ausgestattet war, ist sie heute nur noch eingleisig befahrbar. Die Strecke verläuft im Wesentlichen parallel zur N 94, die westlich von Gap im Jahr 1973 in D 994 umbenannt wurde.
Die Idee, die Strecke in Richtung Turin zu verlängern, war von Anfang an vorhanden und wird auch heute noch vereinzelt politisch vertreten, heute vornehmlich als Rollende Landstraße, hatte nie eine wirkliche Chance, verwirklicht zu werden. Die Fahrtzeit für die Gesamtstrecke mit Zügen des Transport express régional (TER) beträgt etwa 110 Minuten.

## Geschichte

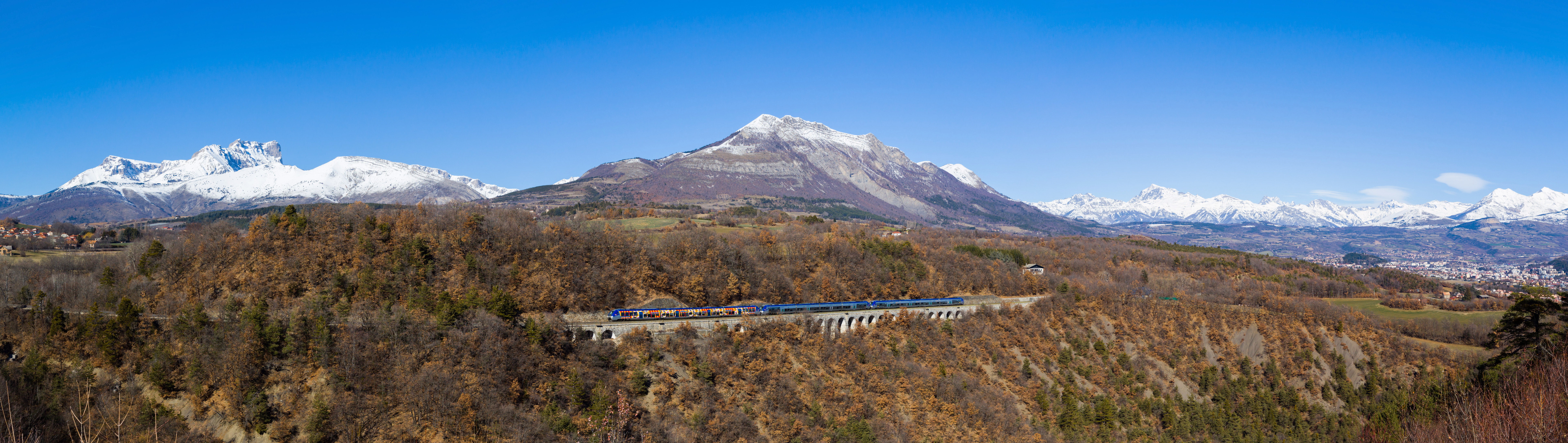
Zwei 3-teilige und eine vierteilige SNCF B 81500-Einheit mit Gap rechts im Hintergrund

Am 25. August 1861 erwarb die Eisenbahngesellschaft Chemins de fer de Paris à Lyon et à la Méditerranée (PLM) die Konzession für diese Strecke. Gleichzeitig wurde der Betrieb auch für Personenverkehr zugelassen. Die Voranfrage von 1857 wurde damit vertraglich fixiert. Diese Planung beruhte auf dem Wunsch, eine Verbindung von Avignon über Briançon bis Turin zu bauen, die ähnlich der N 94 nördlich des Mont Ventoux geführt werden sollte.
Die Eröffnung fand in mehreren Etappen statt: Am 1. Februar 1875 ging es eingleisig von Veynes bis Gap, am 10. Juli doppelgleisig bis Chorges und weiter nur eingleisig bis Embrun, zwei Tage später erfolgte die Eröffnung im Doppelgleis bis Montdauphin und am 15. September 1884 schließlich bis Briançon, wobei zwischen Montdauphin und L’Argentière doppel-, bis Prelles, Gemeinde Saint-Martin-de-Queyrières, ein- und ab dort bis zum Ende wieder zweigleisig ausgebaut wurde. Nachfolgend wurden immer wieder Veränderungen an der Mehrgleisigkeit vorgenommen, vornehmlich ein Ausbau bis 1893 und zu Beginn der 1920er Jahre, ein Rückbau während des Ersten und Zweiten Weltkriegs.
Der Bau des Serre-Ponçon-Staudamms in der zweiten Hälfte der 1950er Jahre, um den Lac de Serre-Ponçon aufzustauen, erforderte auf 14,5 km die Verlegung der Strecke. Heute ist der alte Streckenverlauf sowie der Abzweig der nie fertiggestellten Bahnstrecke Chorges–Barcelonnette in dem Abschnitt zwischen Chorges und Embrun überflutet. Während sich auf dem aufgegebenen Streckenteil vier Tunnel befanden, waren bei der Neubaustrecke derer fünf notwendig, sodass sich die Gesamtzahl auf der Strecke von 13 auf 14 erhöhte. Das längste Brückenbauwerk, das Riou-Bourdou-Viadukt, misst 223 m.